# Hardee hat
En Hardee hat eller Model 1858 Dress Hat med øgenavnet "Jeff Davis" var en reglementeret hat for menige i unionshæren (nord) under den amerikanske borgerkrig. De fleste soldater fandt den sorte filthat for tung og undgik at bruge den. I stedet brugte de en kepi eller en bredskygget hat. De kendteste med hardee-hatten var soldaterne i Unionens Iron Brigade; The Black-Hat Boys.
Den har navn efter William J. Hardee, der var karriereofficer i den amerikanske hær fra 1838 til den 31. januar 1861. Hardee var kommandant for kadetterne på West Point fra 1856 til 1860. Han var oberstløjtnant i 1. Kavaleriregiment til lige før krigens udbrud. I 1855 udgav han Rifle and Light Infantry Tactics for the Exercise and Manoeuvres of Troops When Acting as Light Infantry or Riflemen eller Hardee's Tactics, som blev manual for eksercits på begge sider i borgerkrigen. Han indtrådte i den konfødererede hær (syd) i marts 1861 og endte som generalløjtnant og leder af et korps.
Ifølge regulativerne skulle hatten være udsmykket med et messingemblem og en farvet uldsnor, der angav hvilken våbengren bæreren tilhørte: himmelblå for infanteri, purpurrød for artilleri og minører, gul for kavaleri og signaltropper. Skyggen skulle være bøjet på højre side i kavaleriet og artilleriet og på venstre side i infanteriet. 